# Pools-Ottomaanse oorlog (1672-1676)

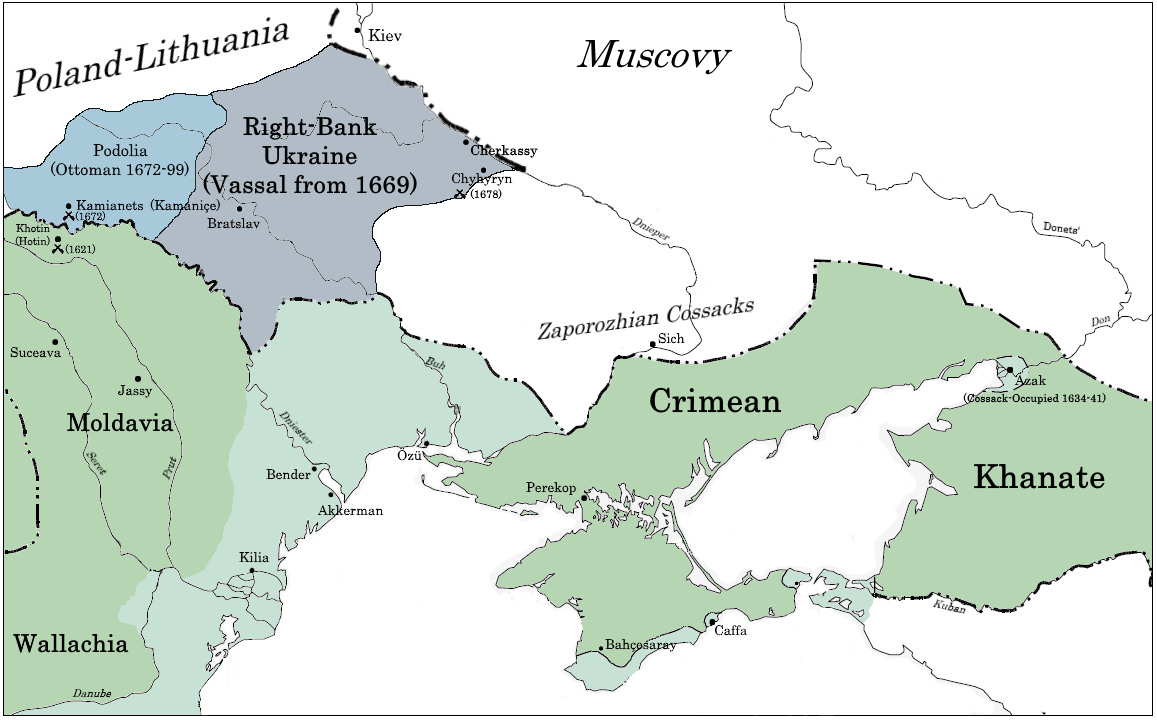

De Pools-Ottomaanse oorlog (1672-1676) werd uitgevochten tussen het Pools-Litouwse Gemenebest en het Ottomaanse Rijk in Rechteroever-Oekraïne.

## Achtergrond
Het Pools-Litouwse Gemenebest had met het Verdrag van Androesovo in 1667, Linkeroever-Oekraïne verloren aan de Russen. Petro Doroshenko, hetman van het Kozakken-Hetmanaat probeerde Rechteroever-Oekraïne af te scheuren van het Pools-Litouwse Gemenebest, zonder succes. Doroshenko bood daarom zijn vazaltrouw aan sultan Mehmet IV van het Ottomaanse Rijk. Zo ontstond in 1669 Ottomaans-Oekraïne.

## Oorlog
In 1672 viel het Ottomaanse leger onder leiding van Köprülü Fazıl Ahmet Pasja, Pools-Oekraïne binnen. Het Gemenebest niet voorbereid op deze inval was gedwongen het verdrag van Boetsjatsj te ondertekenen en verloor hierdoor Podolië. 
Met de Poolse overwinning tijdens de slag bij Chotyn in 1673 vocht het Gemenebest terug. In 1674 werd Jan III Sobieski de nieuwe koning, hij kreeg echter geen steun van de Litouwse adel en hij was genoodzaakt zijn leger uit eigen middelen te financieren. Eens te meer bewees Jan III Sobieski een groot generaal te zijn met zijn overwinning tijdens de slag bij Lviv in 1675.
In 1674 werd Ivan Samoilovitsj, hetman van Linkeroever-Oekraïne, verkozen als de enige hetman voor heel Oekraïne. In 1676 kreeg Samoilovitsj steun van de Russen en was Petro Doroshenko gedwongen af te treden, het begin van de Russisch-Turkse Oorlog (1676-1681).
De Ottomanen tekenden in 1676 met Jan III Sobieski het verdrag van Żurawno en kwam er einde aan de oorlog.